# Пулевидная кривая

Пулевидная кривая с a = 1 и b = 1

Пулевидная кривая — это уникурсальная алгебраическая кривая с тремя точками перегиба, задаваемая уравнением
{\displaystyle a^{2}y^{2}-b^{2}x^{2}=x^{2}y^{2}\,}
Пулевидная кривая имеет три двойных точки на вещественной проективной плоскости, при x=0 и y=0, x=0 и z=0, y=0 и z=0, а потому является уникурсальной (рациональной) кривой нулевого рода.
Если
{\displaystyle f(z)=\sum _{n=0}^{\infty }{2n \choose n}z^{2n+1}=z+2z^{3}+6z^{5}+20z^{7}+\cdots }
то
{\displaystyle y=f\left({\frac {x}{2a}}\right)\pm 2b\ }
являются двумя ветвями пулевидной кривой.